# وانغ لينا (لاعبة رماية)
وانغ لينا هي لاعبة رماية صينية، ولدت في 1971.

## وصلات خارجية
- وانغ لينا على موقع أوليمبيديا (الإنجليزية)